# Gergely Czuczor
Dans le nom hongrois Czuczor Gergely, le nom de famille précède le prénom, mais cet article utilise l’ordre habituel en français Gergely Czuczor, où le prénom précède le nom.
Gergely Czuczor ([ˈgɛɾgɛj], [ˈtsutsoɾ]), né István Czuczor le 17 décembre 1800 à Andód et décédé le 9 septembre 1866 à Pest, était un linguiste et écrivain hongrois, membre de l'Académie hongroise des sciences. Il est le cousin d'Ányos Jedlik.

## Biographie
Gergely Czuczor est un moine bénédictin. Il est professeur à Raab et Comorn de 1825 à 1835. En 1835, il se rendit à Pesth, où  il est bibliothécaire. Il quitte ce poste à la demande de son supérieur des bénédictins qui le fait entrer au couvent. en 1844 il commence la rédaction du dictionnaire de l'Académie. En 1848 il participe à la révolution hongroise, liée à la révolution autrichienne. Il est arrêté par les autrichiens et condamné à six ans de forteresse. Durant sa captivité il peut cependant reprendre la rédaction de son dictionnaire. Outre la rédaction du dictionnaire il fait une traduction hongroise de Tacite. Il écrit des poèmes épiques tels que la Bataille d'Augsbourg.